# Boutenac-Touvent
Boutenac-Touvent település Franciaországban, Charente-Maritime megyében. Lakosainak száma 230 fő (2022. január 1.). Boutenac-Touvent Brie-sous-Mortagne, Mortagne-sur-Gironde és Floirac községekkel határos.

## Népesség
A település népességének változása:
| Lakosok száma | 246  | 231  | 219  | 195  | 216  | 221  | 224  | 228  | 229  | 230  |
|               | 1968 | 1982 | 1990 | 2006 | 2013 | 2015 | 2017 | 2019 | 2020 | 2022 |